# Stockwell (metropolitana di Londra)
Stockwell è una stazione della metropolitana di Londra, situata all'incrocio tra la linea Northern e la linea Victoria.

## Storia

### La stazione della C&SRL
La stazione di Stockwell è stata aperta al servizio il 18 dicembre 1890 come capolinea sud della City & South London Railway (C&SLR).
Nel 1900 la linea è stata prolungata verso sud fino a Clapham Common.
L'edificio della stazione è stato progettato da Thomas Phillips Figgis, con una cupola sopra il pozzo degli ascensori. Tra il 1923 e il 1924 la stazione è stata modernizzata, con un nuovo edificio in superficie, binari ampliati e spostati più a nord rispetto agli originali.

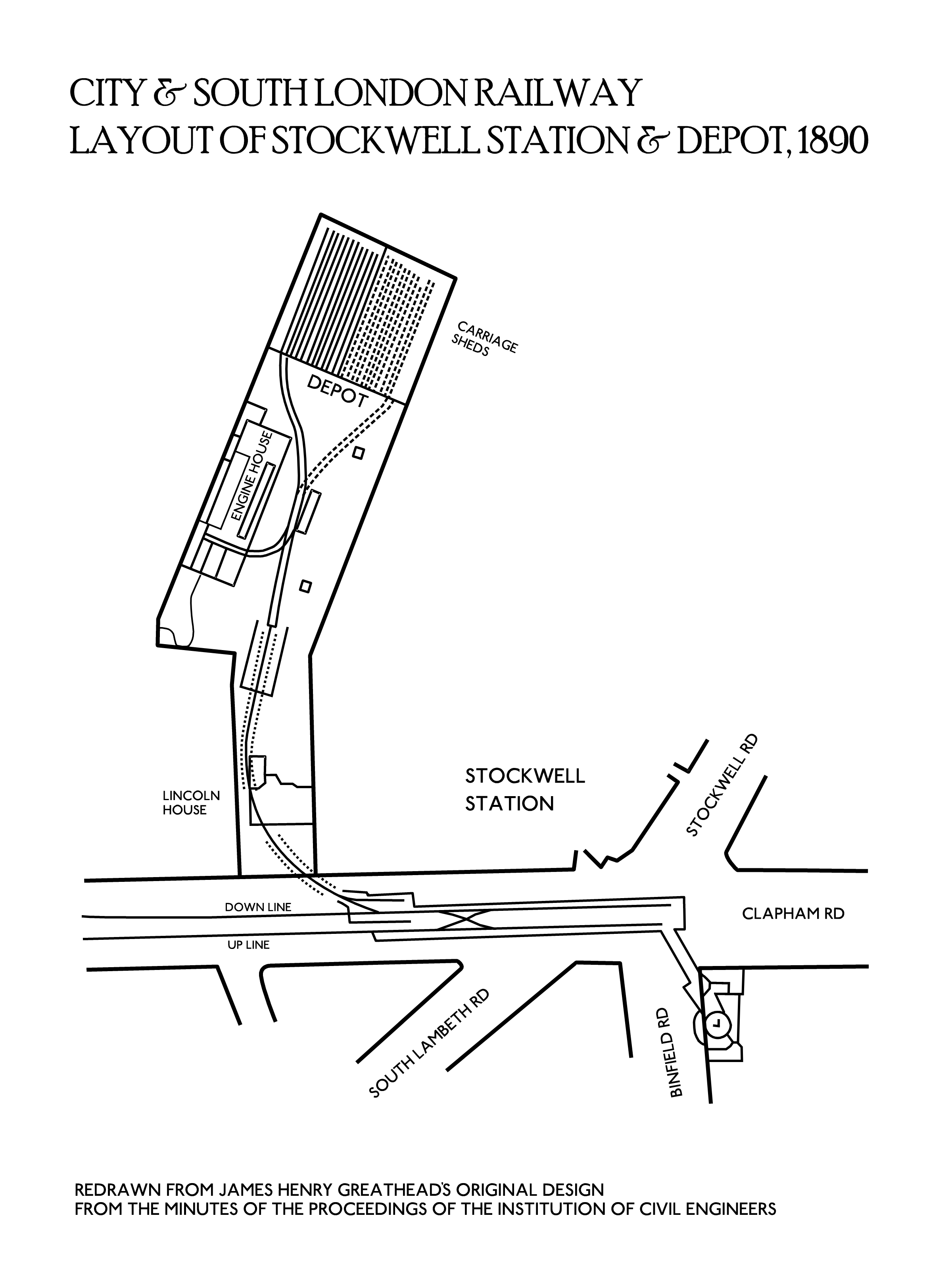
Lo schema originale della stazione e del deposito di Stockwell

Appena a nord della stazione di Stockwell sono presenti una diramazione del tunnel, un deposito e un'officina, situati all'incrocio tra Stockwell Road e Clapham Road
.

### La nuova stazione
Nel 1971 la stazione è stata ampliata per accogliere i binari della Victoria line, estesa in quell'anno nel tratto tra Victoria e Brixton. I nuovi binari sono stati fatti correre paralleli a quelli esistenti della Northern line, mentre l'edificio degli anni 20 è stato sostituito da uno più moderno. I binari della Victoria line hanno piastrelle di Abram Games che raffigurano un cigno. Nel 2015, una stazione della British Transport Police è stata costruita sopra la stazione.

### Il rifugio antiaereo della seconda guerra mondiale

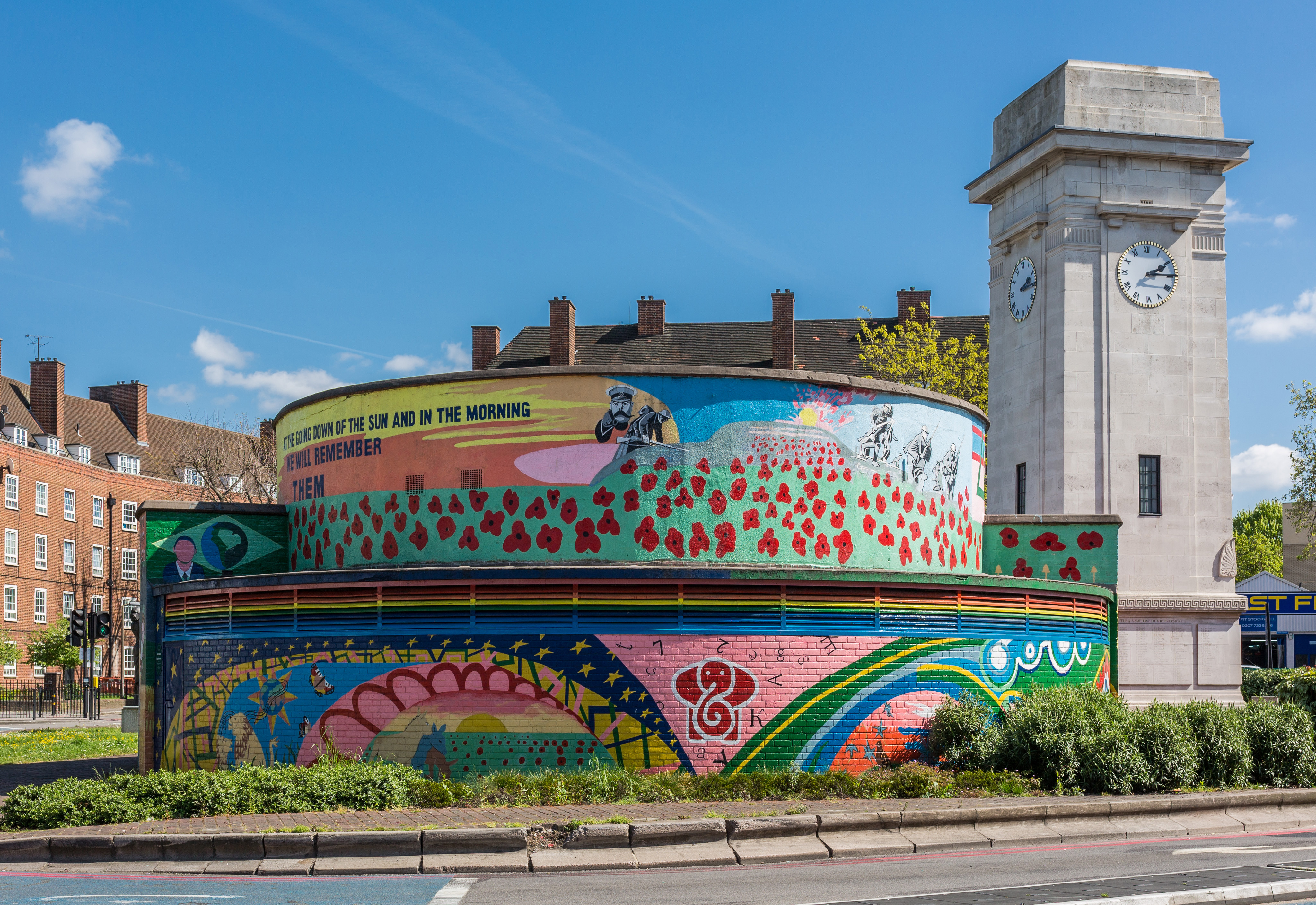
Una delle entrate del rifugio di Stockwell, oggi un memoriale di guerra, decorato dagli alunni di una scuola locale

Quella di Stockwell è una delle otto stazioni della metropolitana di Londra dotate di un Rifugio antiaereo risalente alla Seconda guerra mondiale. Il rifugio di Stockwell si trova al di sotto della stazione, è costituito da due tunnel paralleli interconnessi che possono ospitare fino a 4000 persone, e il cui accesso è garantito attraverso la stazione e da altre due entrate da Studley Road e dall'incrocio tra South Lambeth Road e Clapham Road.

### L'uccisione di Jean Charles de Menezes

Il mosaico di Jean Charles de Menezes alla stazione di Stockwell

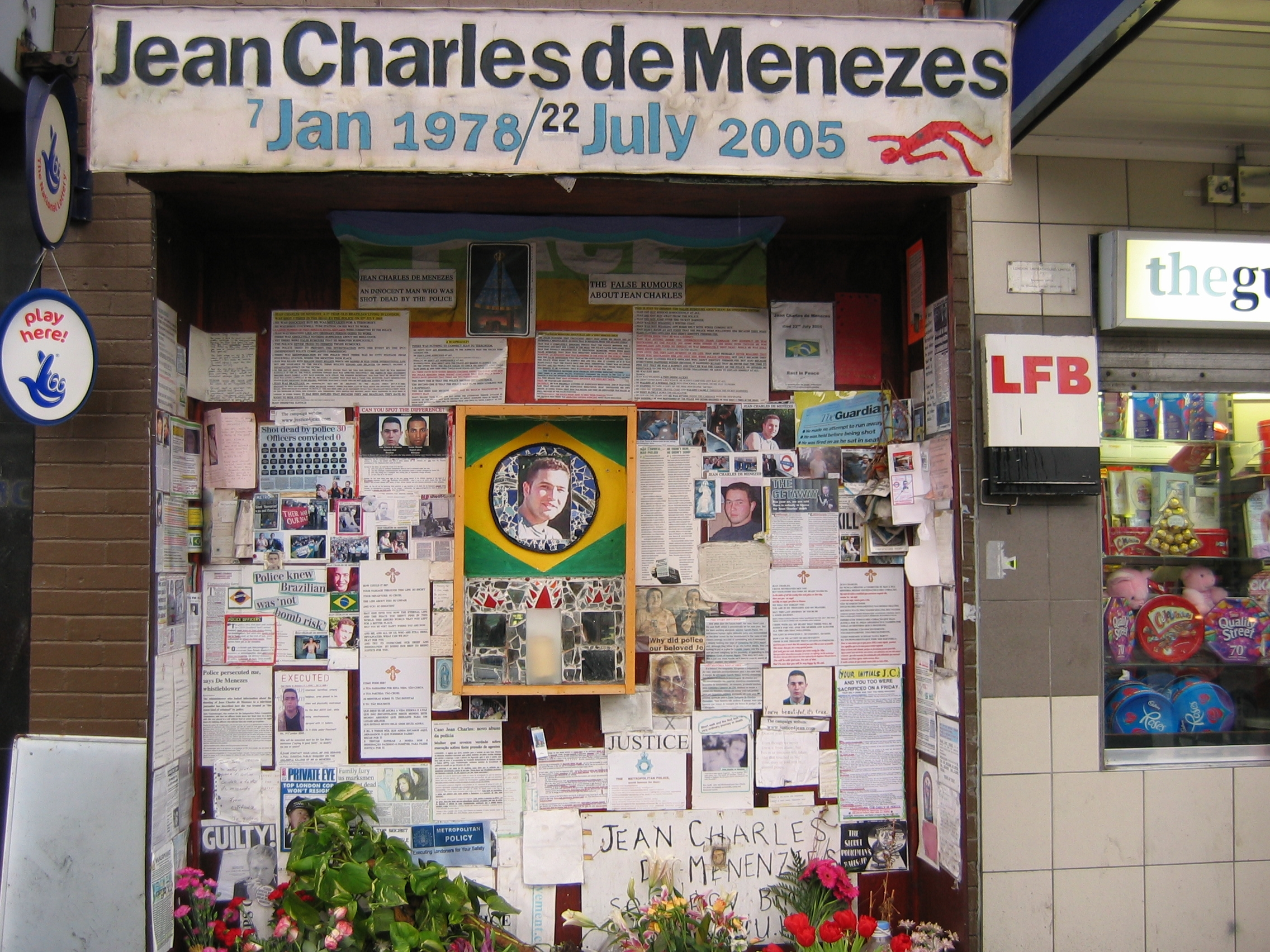
Il reliquiario per Jean Charles de Menezes alla stazione di Stockwell

La stazione di Stockwell è stata il teatro dell'uccisione dell'elettricista brasiliano Jean Charles de Menezes residente a Londra, avvenuta il 22 luglio 2005 per mano di poliziotti della Metropolitan Police Service. L'incidente si è verificato per l'erronea identificazione di Menezes come uno dei responsabili degli attentati del 21 luglio 2005, cosa che si è rivelata in seguito non vera. Nei giorni successivi all'incidente è stato creato nella stazione un reliquiario per Menezes, e il 7 gennaio 2010 è stato inaugurato un mosaico dedicato al giovane, creato dall'artista locale Mary Edwards con l'aiuto della cugina di Menezes, Vivian Figueiredo.
Roger Waters ha dedicato all'accaduto il brano The Ballad of Jean Charles de Menezes.

## Strutture e impianti
Si trova nella Travelcard Zone 2.

## Interscambi
Nelle vicinanze della stazione effettuano fermata numerose linee urbane automobilistiche, gestite da London Buses.
- Fermata autobus

## Galleria d'immagini

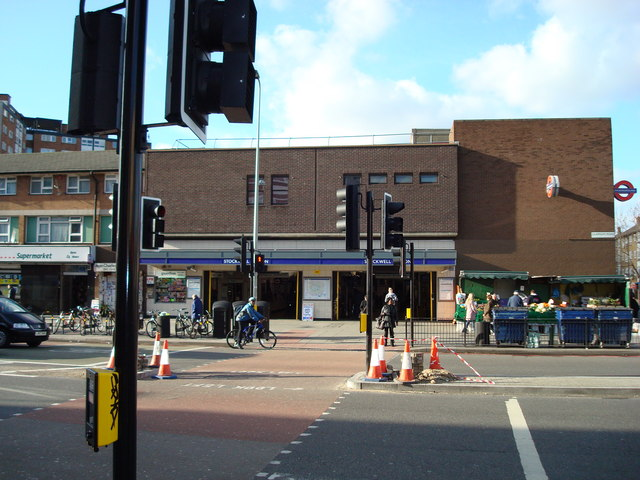
La stazione di Stockwell
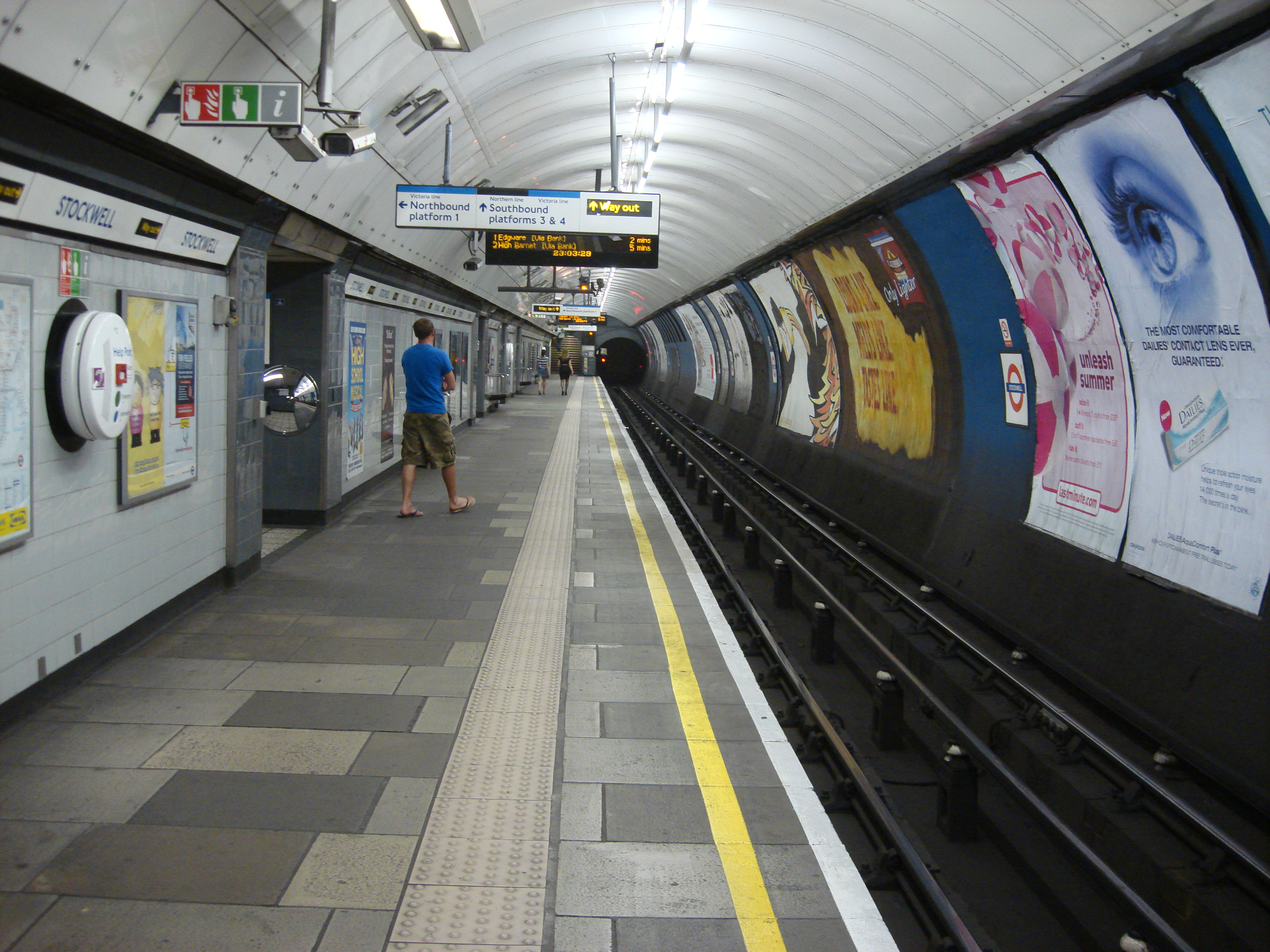
Il binario nord della Northern line
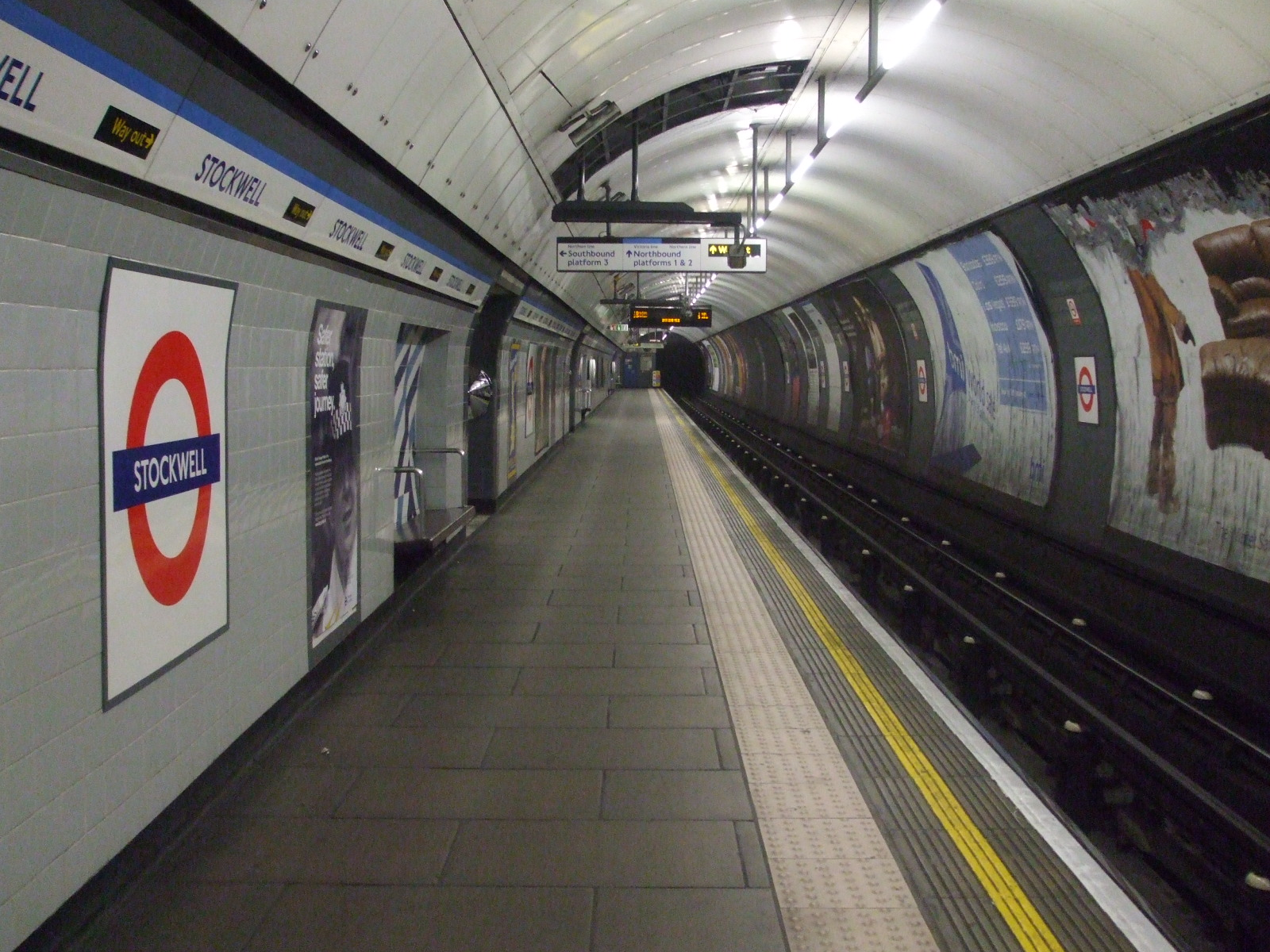
Il binario sud della Victoria line
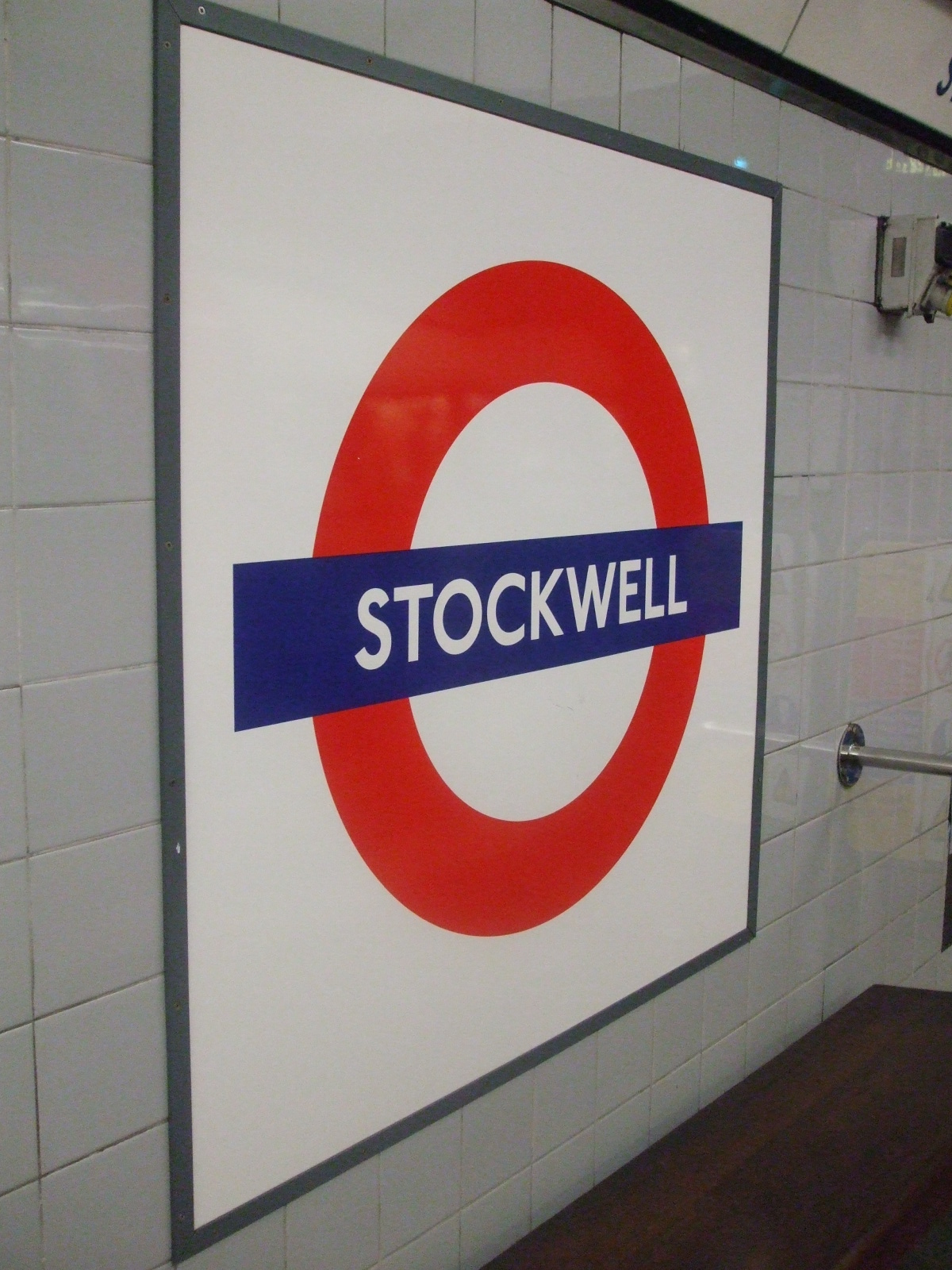
Il nome della stazione sul logo della metropolitana di Londra